# 花見川視覚発動機
花見川視覚発動機（はなみがわしかくはつどうき、2004年 - ）は、千葉県出身のアートディレクター、WEBディレクター、グラフィックデザイナー、VJである佐藤悠輔のデザインネームである。